# قرار مجلس الأمن التابع للأمم المتحدة رقم 1400
قرار مجلس الأمن التابع للأمم المتحدة رقم 1400، المتخذ بالإجماع في 28 آذار / مارس 2002، بعد الإشارة إلى جميع القرارات السابقة بشأن الحالة في سيراليون، مدد المجلس ولاية بعثة الأمم المتحدة في سيراليون لمدة ستة أشهر أخرى حتى 30 أيلول / سبتمبر 2002 في الفترة التي تسبق الانتخابات العامة في مايو 2002.

## القرار

### أعمال
تم تشجيع حكومة سيراليون والجبهة المتحدة الثورية على تعزيز الجهود المبذولة من أجل تنفيذ اتفاق وقف إطلاق النار الموقع في أبوجا ومواصلة الحوار والمصالحة الوطنية. ورحب المجلس باستكمال عملية نزع السلاح وأعرب عن قلقه إزاء النقص المالي في الصندوق الاستئماني المتعدد المانحين. وحث على استعادة السلطة المدنية والخدمات العامة، ولا سيما في مناطق تعدين الماس، ورحب بنشر القوات المسلحة لسيراليون في عمليات أمن الحدود.
ورحب القرار بإنشاء عنصر انتخابي في بعثة الأمم المتحدة في سيراليون، ولجنة للحقيقة والمصالحة، وتعيين 30 مستشارًا آخر للشرطة. وكان هناك قلق من العنف، ولا سيما العنف الجنسي، ضد النساء والأطفال أثناء النزاع، بما في ذلك من جانب موظفين من الأمم المتحدة. وعلاوة على ذلك، أبلغت بعثة الأمم المتحدة في سيراليون عن أدلة على انتهاكات حقوق الإنسان والقانون الإنساني الدولي. كان من المقرر أن يحقق الأمين العام كوفي عنان في مزاعم الانتهاكات التي ارتكبها أفراد بعثة الأمم المتحدة في سيراليون، وكان من المقرر أن يقدم تقريرًا بحلول 30 حزيران / يونيو 2002 عن حالة حقوق الإنسان والوضع الإنساني في سيراليون بعد الانتخابات.

## روابط خارجية
- نص القرار في undocs.org